# Inflatie volgens de Oostenrijkse School
Inflatie volgens de Oostenrijkse School is een bepaalde kijk op het economische begrip inflatie. 

## Achtergrond

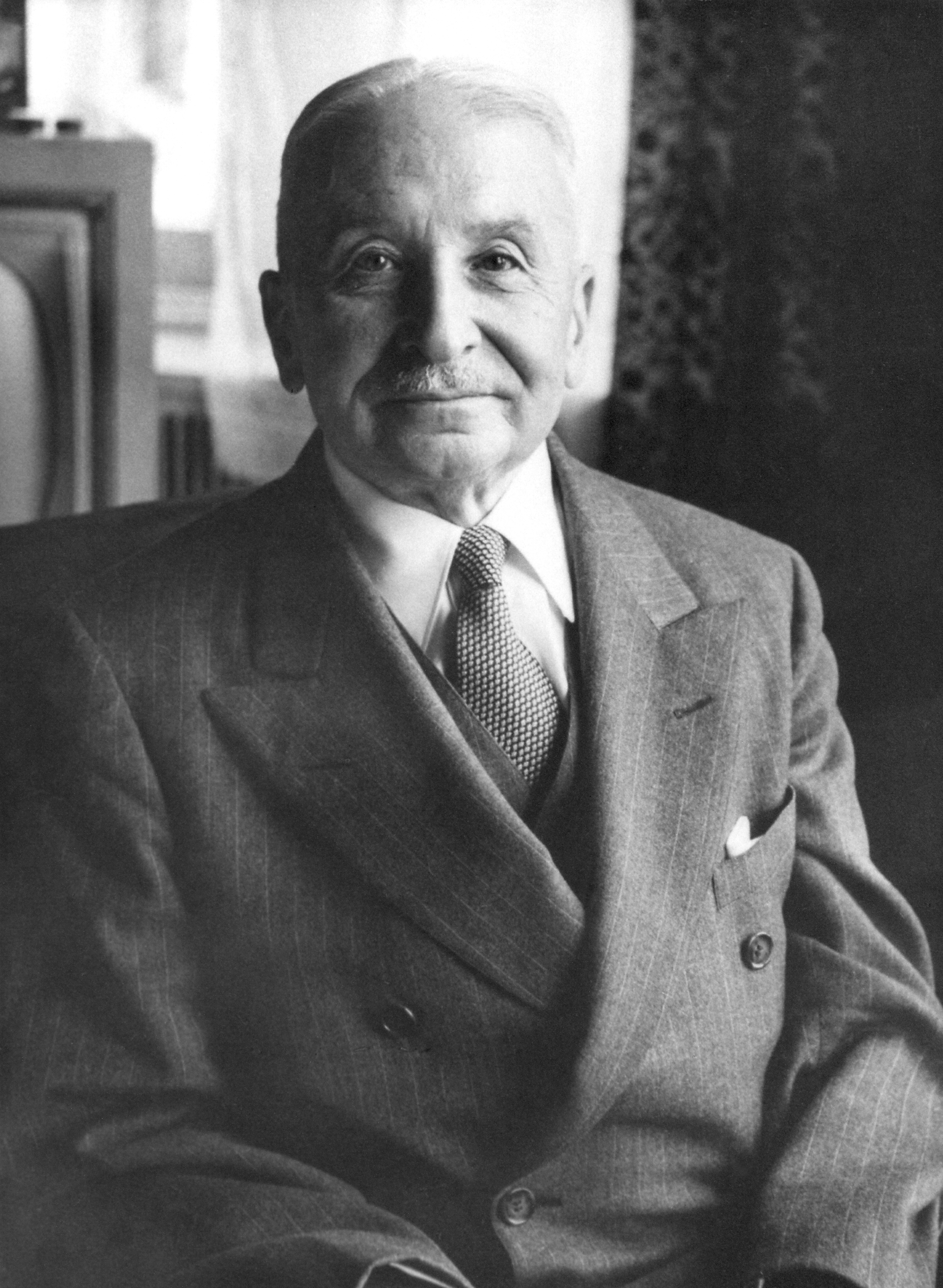
Ludwig von Mises, dé proponent van de Oostenrijkse School in de 20e eeuw

Volgens de Oostenrijkse School in de economie (OS) betekent inflatie een toename van de geldhoeveelheid. De OS heeft een volstrekt andere visie op inflatie, de oorzaken, en de gevolgen ervan dan in de meeste leerboeken gebruikelijk is: daar omschrijft men inflatie doorgaans slechts als prijsstijgingen of stijging van het prijsniveau en wordt een verklaring hiervoor niet altijd expliciet gegeven. Voor de OS geldt: inflatie is de toename van de geldhoeveelheid, prijsstijgingen zijn daarvan een gevolg.
Ook wijkt de OS af van de monetaristen, die stellen dat de toename van de geldhoeveelheid, "inflatie veroorzaakt"; de OS noemt die toename zélf inflatie.
Een probleem met deze herdefinitie van inflatie is dat ze beperkte voorspellende waarde heeft: zo voorspelden 'Oostenrijkers' een hyperinflatie (in de gebruikelijke zin van het woord) als gevolg van de kwantitatieve versoepeling die na de kredietcrisis van 2007 werd ingezet, maar deze is tot op heden (2017) uitgebleven.

## De praktische werking en gevolgen van inflatie
Inflatie en haar gevolgen zijn te demonstreren met een eenvoudig voorbeeld. Een bakker bakt tien broden en verkoopt ze voor vijf euro. Voor deze vijf euro koopt hij levensmiddelen in de supermarkt. De aanschaf van die levensmiddelen is dus gedekt door de eerlijke broodproductie van de bakker, oftewel: het ene nuttige product is uitgewisseld tegen het andere, via geld.
Stel nu dat een valsemunter opduikt, die geen bruikbare producten maakt, maar alleen vijf euro print. De kosten van geld maken zijn verwaarloosbaar, vergeleken met de erop gedrukte waarde, die bovendien oneindig kan worden verhoogd. Met dit nieuwe geld koopt hij de levensmiddelen voordat de bakker ze kan kopen. Zijn valsemunterij bestaat uit het "ruilen" van niets (hij heeft niks geproduceerd) tegen producten ter waarde van vijf euro bij de oude geldhoeveelheid. Er zijn nu twee vragers voor dezelfde levensmiddelen, hetgeen de prijs opdrijft. Mogelijk moet de bakker nu meer geld bieden dan voorheen en houdt hij minder over voor andere zaken, zoals investeringen. In elk geval betaalt hij gedwongen een hogere prijs. De valsemunter consumeert, zonder eigen productie van goederen of diensten. Hij heeft slechts de geldhoeveelheid vergroot, waardoor hij producten kon kopen ten koste van een ander, die wel bijdroeg aan de welvaart. Hij heeft koopkracht verkregen op kosten van de andere geldbezitters. Hieruit volgt dat inflatie een welvaartsverplaatsing teweegbrengt van productieve mensen naar niet-productieve.

## Definitie van inflatie
Inflatie en deflatie zijn van oorsprong geen praxeologische begrippen. Zij komen niet van economen, maar stammen uit het dagelijks spraakgebruik van publiek en politici. Hiermee werden een stijging resp. daling van de hoeveelheid geld en kredieten en de bijbehorende daling resp. stijging van de koopkracht mee bedoeld. Tot aan het loslaten van de gouden standaard in de twintigste eeuw, bleef dit woordgebruik gehandhaafd en de Oostenrijkse School doet dat nog steeds. Meer geld, tegenover niet evenredig meestijgende goederen, betekent minder waardering per geldeenheid; goederen stijgen dan dus in prijs door de grotere toevloed van geld, niet door goederenschaarste. Daarnaast is ook de kwaliteit van de munt relevant. Dit is een psychologische kwestie. De verwachting dat de geldhoeveelheid op termijn toeneemt, kan de huidige muntwaarde al doen dalen; wel kan deze daling zich alleen voortzetten als de geldhoeveelheid daadwerkelijk toeneemt.

## Bezwaren tegen de hedendaagse definitie van inflatie
Echter, inflatie wordt tegenwoordig binnen de economische wetenschap, door centrale bankiers en door publicisten omschreven als prijsstijgingen. De Oostenrijkse School is het hiermee volstrekt oneens: de oorzaak van die gestegen prijzen wordt er namelijk niet mee verklaard, laat staan dat het probleem wordt opgelost. Ook blijft het onduidelijk waarom stijgende prijzen op zich een probleem zouden zijn. Hogere prijzen kan men immers ondervangen door inkomensstijgingen en het doorberekenen van de gestegen kosten aan de klanten. Ook stijgen en dalen goederenprijzen in het algemeen continu ten opzichte van elkaar. Maar het boven gegeven voorbeeld laat juist zien, dat de geldgroei de gestegen prijzen verklaart en zelf ook een probleem is, met ernstige consequenties.
De hedendaagse uitleg werkt volgens de Oostenrijkse School zeer verwarrend. Doordat de gestegen prijzen er onverklaard door blijven, wijst men de verkeerde factoren aan als boosdoeners. Officials van de Fed wijzen geregeld naar de hogere olieprijs, die de "inflatie aanwakkert". Omdat olie een belangrijke grondstof is, lijkt dat juist. Maar de vraag hoe die olieprijs zélf kan stijgen, en in het kielzog daarvan de eindproducten voor de consument, wordt niet gesteld, laat staan beantwoord. De niet-gegeven verklaring moet luiden dat het beleid van centrale banken (wereldwijd) zelf de prijzen doet stijgen. Door de rente te verlagen, wakkert men het lenen van nieuw gemaakt geld aan en daarmee de vraag naar grondstoffen en andere producten.
Nog meer onduidelijkheid treedt op als centrale bankiers of anderen de "inflatieverwachtingen" aanwijzen als veroorzaker van stijgende lonen en prijzen, de loon-prijsspiraal. Maar zonder nieuw geld van de centrale banken, kunnen hogere prijzen helemaal niet ontstaan of blijven voortduren. De consumenten hebben dan geen geld voor de duurdere producten, of de afzet (van andere goederen) zal veelal dalen en daarmee hun prijzen. Het prijsevenwicht herstelt zich zo. Ook leiden hogere loonkosten in die situatie slechts tot lagere bedrijfsuitgaven aan innovatieve investeringen of onderhoud, waarvan de prijzen dan dalen, of ontslagen. Dit laatste veroorzaakt loondalingen dan wel hardnekkige werkloosheid. De koopkracht daalt en daarmee de voorheen verhoogde prijzen ook. Prijsstijgingen zonder geldtoename zijn dus een tijdelijk fenomeen dat zichzelf herstelt en zijn daarmee niet de realiteit zoals die al decennia bestaat. Voor een algemene loon-prijsspiraal is een toename van de geldhoeveelheid, inflatie dus, een noodzakelijke voorwaarde. Verwachtingen kunnen geen feiten veranderen. Ook een hogere olieprijs, een grotere vraag naar goederen en een daarmee dalende vraag naar geld, alle zonder geldtoename, geven hoogstens een tijdelijke prijsstijging. Bovendien veroorzaken zulke prijsstijgingen niet een welvaartsverplaatsing en komen zij geheel in vrijheid tot stand.
Von Mises noemt de veelgebruikte naamsverwisseling "inflatie = prijsstijgingen" een truc, een semantic confusion (semantische verwarring). De gevolgen van inflatie noemt men nu zelf inflatie, de oorzaak wordt omzeild. Impliciet wordt het bedrijfsleven veroordeeld, wegens het laten stijgen van de prijzen. De technological confusion (technologische verwarring) die hieruit voortkomt is dat de centrale banken doorgaan met geldschepping en zo falen in hun streven naar stabiele prijzen. Doordat niemand nog praat over de geldtoename, wordt die ook niet bestreden. Er is namelijk geen term meer over die de geldtoename zelf aanduidt. Men zal het proces van geldschepping nu omslachtig moeten omschrijven. Banken en overheden worden als handhavers van stabiele prijzen gezien, maar veroorzaken feitelijk juist hogere. De strijd tegen inflatie verwordt tot mislukte symptoombestrijding.

## Definities van geld en geldhoeveelheid
Geld is een algemeen gebruikt goed voor de uitwisseling van alle andere goederen, waarvan het zich ook onderscheidt. Het is ontstaan omdat directe ruilhandel van producten en diensten onbruikbaar is in de markteconomie. Dit gebeurde in een langdurig selectieproces, waarbij een voor een de minder geschikte goederen als vorm van geld afvielen. Geld is zo ontstaan uit het best verhandelbare product en is niet door overheden uitgevonden, hoewel zij zich altijd intensief met geld hebben bemoeid en het tot beleidsinstrument hebben gemaakt. Uiteindelijk werd goud het standaardgeld, omdat dit al veelvuldig, niet-monetair in gebruik was en bovendien transporteerbaar, herkenbaar, moeilijk na te maken, deelbaar en duurzaam is. Omdat goud door overheden en centrale banken is vervangen door munten en bankbiljetten, vormen zij nu het standaardgeld. De andere functies van geld, doorgaans spaarmiddel, rekeneenheid en "opslagmedium voor economische waarde" genoemd, zijn afgeleid van geld als ruilmiddel. Cruciaal is dat mensen vandaag verwachten dat geld morgen een zekere koopkracht heeft, gebaseerd op de koopkracht van gisteren. Dus gisteren anticipeerden zij op de koopkracht van vandaag. Geld wordt vandaag geaccepteerd omdat dat gisteren ook het geval was en dit kan worden teruggeredeneerd tot het moment waarop mensen het stadium van ruilhandel verlieten. Dit heet het regressie theorema, uitgedacht door Von Mises, dat ook verklaart waarom goud het standaardgeld was. Ook verklaart het theorema waarom nieuwe munteenheden niet zomaar uit het niets kunnen ontstaan: de historie en daarmee het vertrouwen ontbreken.
De Oostenrijkse School verwerpt de definitie van de geldhoeveelheid wanneer deze wordt gecorreleerd aan de berekening van het nationale inkomen. Vooral monetaristen en de Chicago School doen dat en zij omzeilen zo begripsvorming. Correlatie maakt geen causaal verband en een onderscheidend kenmerk is bepalend voor een definitie.
Von Mises maakte een onderscheid tussen claim transacties en krediettransacties. De eerste zijn direct opvraagbaar en worden wel tot de geldhoeveelheid gerekend. De tweede houden juist het inwisselen van een "huidig goed" tegen een "toekomstig goed" in en zijn daarom geen geld. Zet een eigenaar zijn contante geld op de bank, dan valt zijn banksaldo nog steeds onder de definitie van geld: het blijft zijn exclusieve eigendom, maar staat alleen op een andere plaats. Dit is een voorbeeld van een claimtransactie, omdat het geld direct opvraagbaar is. Er is geen sprake van kredietverstrekking aan een andere partij, die de zeggenschap tijdelijk verwerft. Direct opeisbare bankrekeningen zijn "substitutiegeld", die door ontvangers in het handelsverkeer als gewoon geld worden behandeld.
De zogenoemde krediettransacties, waarbij een uitlener voor bepaalde tijd zijn eigendomsrecht overdraagt aan een lener, dienen volgens diverse auteurs niet tot het geld te worden gerekend. Deze veranderen de geldhoeveelheid niet, maar zijn slechts een overdracht van de ene naar de andere partij. Overheidsdeposito's, afkomstig uit belastingheffingen, behoren wel tot de geldhoeveelheid. Zij zijn simpelweg een verplaatsing van geld van rekeningen van de burgers naar die van de Belastingdienst.
Murray Rothbard rekent, op basis van Von Mises' definitie van geld, de volgende financiële activa tot de geldhoeveelheid:

Ma (M = money, a = Austrian) = totale hoeveelheid contant geld -/- contanten bij de bank + totale direct opvraagbare bankrekeningen + totale spaarrekeningen bij commerciële banken en spaarbanken + totale geldelijke aandelen in spaar- en kredietverstrekkers + termijndeposito's, kortlopende termijndeposito's en kortlopende monetaire schuldbewijzen tegen huidige wisselkoersen + totale direct opvraagbare lijfrentepolissen -/- polissen met lijfrenteleningen -/- direct opvraagbare rekeningen in handen van spaarbanken, spaar- en kredietverstrekkers en levensverzekeraars + obligaties tegen huidige wisselkoers
Mensen maken dus geld bij in diverse vormen; naast munten en bankbiljetten ook als consumptieve kredieten, hypotheken, deposito’s, krediet op rekeningen en fractioneel bankieren. Commerciële banken hebben een door de staat toegekend privilege op geldschepping, via leningen aan burgers en bedrijven. Hiervoor is een monetaire basis vereist, die de centrale bank beheert. Vergroting van die basis, betekent meer ruimte voor de banken voor geldschepping en kredieten. Banken houden slechts een fractie van hun verplichtingen in kas.

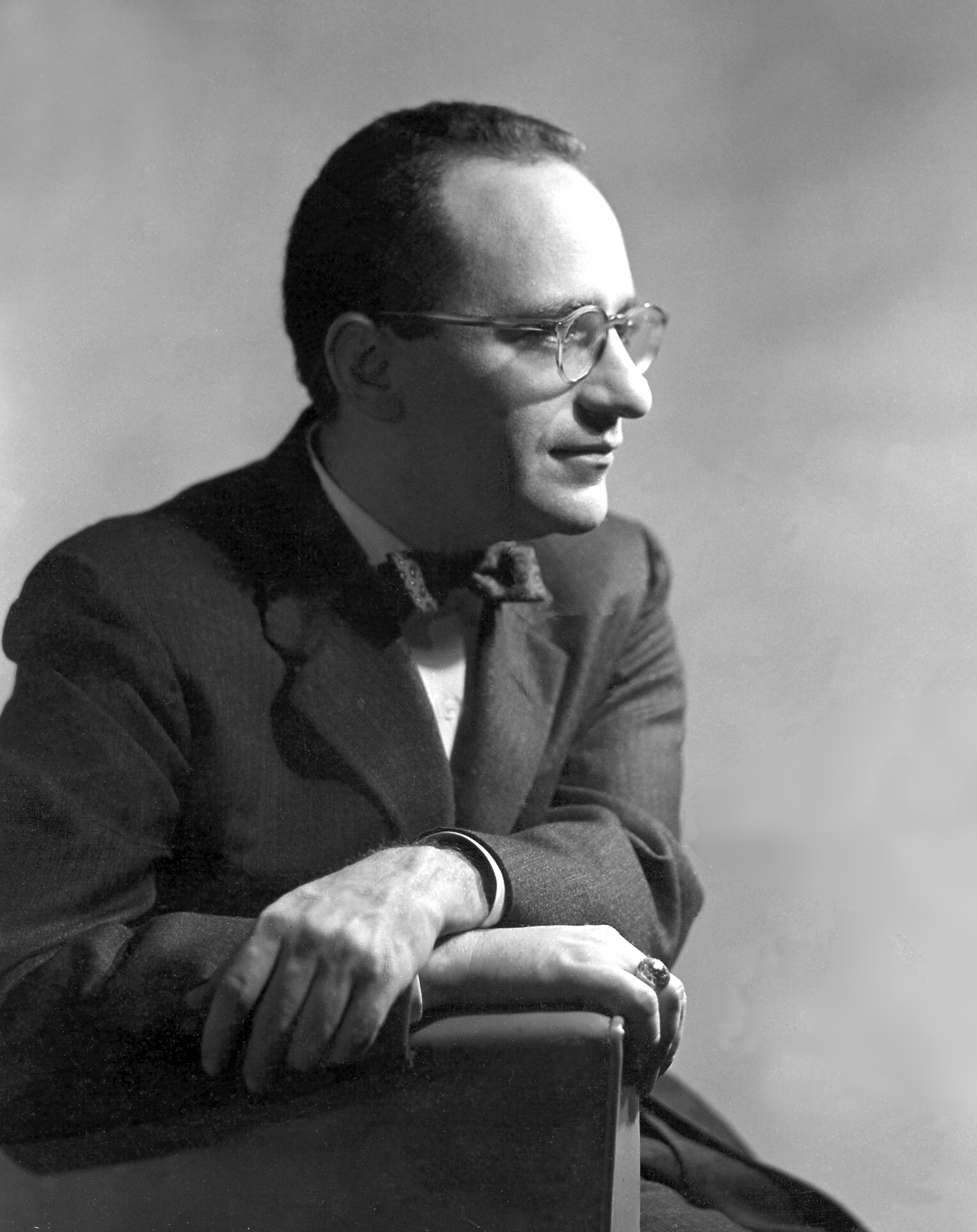
Murray Rothbard

Ook staatsleningen vallen hieronder, wanneer de centrale banken die opkopen, de kwantitatieve versoepeling: overheden verkopen hun staatsleningen of schuldpapieren aan banken, die deposito’s uit het niets creëren of de papieren aan de centrale bank verkopen, die de banken in cash terugbetalen. In beide gevallen wordt geld bijgemaakt. Geld, zelf ook een goed en daarmee onderworpen aan de wetten van vraag en aanbod, wordt overvloediger ten opzichte van alle andere goederen, zolang de productie daarvan niet evenredig meestijgt. Bovendien gaat kredietverlening per definitie vooraf aan productie en consumptie. Inflatie veroorzaakt dat de in geld uitgedrukte prijzen stijgen en de koopkracht van de munteenheid daalt. Men moet meer geld betalen voor een product en krijgt minder waar voor hetzelfde geldbedrag. Prijsstijgingen zijn dus op zichzelf geen inflatie, maar zijn een gevolg ervan, feitelijk een symptoom van geldschepping. Het gaat om algemene prijsstijgingen: tegenover de prijsstijging van één product, staat geen evenredige prijsdaling van een of meer andere producten. Bij een vaste, onveranderlijke geldhoeveelheid is zo´n evenwicht er wel. De essentie van inflatie is volgens de Oostenrijkse School dus dat de geldhoeveelheid door menselijk handelen wordt vergroot en dat prijsstijgingen hiervan een gevolg zijn.

## Fractional-reserve banking
Inflatie vindt thans plaats binnen zogeheten ”fiat-geldstelsels”, waarbij geld niet meer is gedefinieerd als een gewicht in edelmetaal, maar overheden zich garant stellen om het vertrouwen erin te handhaven. Murray Rothbard wijst het privilege op geldcreatie, bij door overheden ingestelde centrale banken, als schuldige aan. Ook wordt betoogd dat tussen geldwetgeving en fiatgeld een direct verband bestaat. Mensen kiezen niet uit zichzelf voor fiatgeld dat geen eigen, niet-monetaire, gebruikswaarde heeft; goud is om diverse redenen de natuurlijke standaard. Een monetaire standaard als goud is nergens nog officieel in gebruik. Zo ontbreekt een onderliggende dekking, waarin het geld is gedefinieerd, waartegen het altijd inwisselbaar is en die geld tot een nagenoeg vaste hoeveelheid beperkt.
Fractional-reserve banking is een praktijk waarbij banken slechts een klein deel van hun deposito's als fysiek geld in reserve houden en de rest uitlenen met behoud van de gelijktijdige verplichting om de deposito's in te wisselen op verzoek. Het tegenovergestelde hiervan is de honderdprocentsdekking, die de vroegere Amsterdamsche Wisselbank naar verluidt hanteerde.

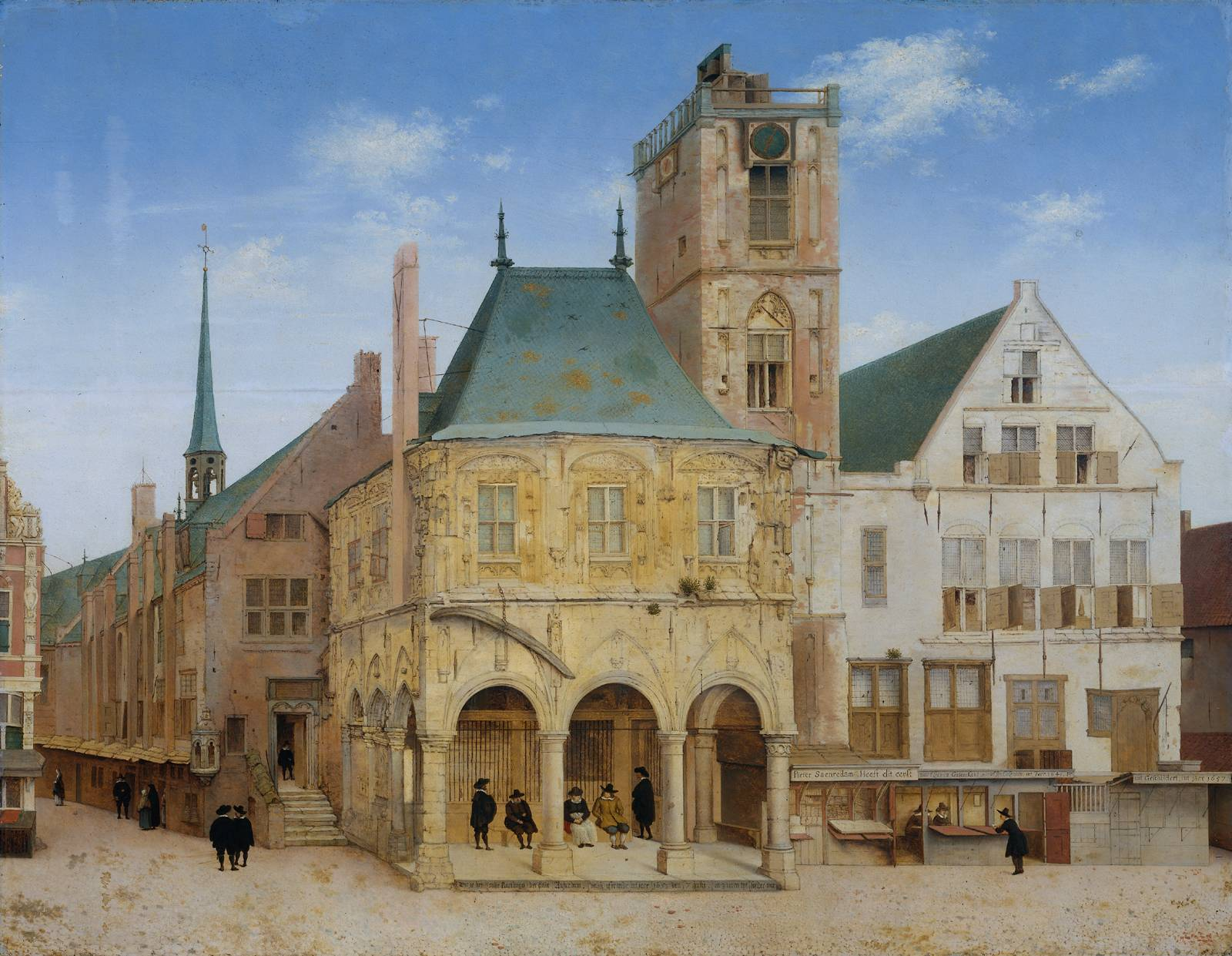
Het oude raadhuis van Amsterdam, waarin in 1609 de Wisselbank gevestigd werd. Pieter Janszoon Saenredam, 1657.

Dit geld scheppen gebeurt door boven op het geld van daadwerkelijke spaarders of aandeelhouders, nieuwe deposito’s te creëren en uit te lenen. Leners hiervan hebben daarmee ook een claim bij de bank, zonder dat daar fysiek spaargeld tegenover staat. Er bestaan dus twee soorten deposito’s: (1) die van spaarders en anderen die geld bij de bank brengen en (2) daarvan afgeleide deposito’s die worden uitgeleend. Beide geven een recht van de houder op het geld; de eerste bestaat uit fysiek geld, de tweede feitelijk uit niets dan een belofte. Het aldus gecreëerde en uitgeleende geld kunnen de leners ook weer op een rekening zetten, waarna het de basis vormt voor nieuwe leningen. Dit opvragen gebeurt in praktijk echter zelden of nooit, daarom zijn deze lucratieve praktijken ontstaan. In girale vorm verloopt deze geldschepping veel grootschaliger en sneller dan bij fysiek geld.
Fractional-reserve banking maakt de geldhoeveelheid een veelvoud van wat centrale banken aan fysiek geld maken en wat private banken bij hen lenen. Deze geldschepping leidt tot een hoogconjunctuur in investeringen en consumptie, maar ook op de aandelenmarkt en in de vastgoedsector. Aan de aandelenbubbel (1994-1999) en de huizenbubbel (1999-2007) gingen sterk verlaagde rentes vooraf, waardoor sparen minder aantrekkelijk werd en lenen juist voordelig. Tegelijk moedigde de kredietexpansie het speculeren op beurs en, na het klappen van de aandelenbubbel in 2000, in de huizenmarkt aan. Deze kunstmatige hoogconjunctuur is niet inherent aan de vrije markt, maar aan de geldschepping onder een (collectief) fiatgeldstelsel en fractioneel bankieren. Onder een gouden standaard op een vrije geldmarkt (free banking) zou de cyclus zich niet of in veel minder sterke mate voordoen, doordat het bankenstelsel qua expansieve mogelijkheden automatisch aan banden zou liggen. Thans doen zich de problemen voor van over- of misinvesteringen (die onhoudbaar blijken bij de onvermijdelijke neergang van de hoogconjunctuur, zoals met de "dotcoms") en overconsumptie, welke zijn toe te rekenen aan de geldschepping en niet aan de investeringen van louter spaargeld. Tegenover de zeepbellen in aandelen en vastgoed, stond nergens anders ter wereld een dalende consumptie die het evenwicht herstelde. Bij een vaste geldhoeveelheid zouden zulke zeepbellen niet of veel minder sterk ontstaan. Voormalig Fed-voorzitter Bernanke wil volgens sommigen de aandacht afleiden van het Fed-beleid van kredietschepping. Die investeringen en consumptie storten onvermijdelijk in door de op termijn vertragende geldschepping: het vertrouwen in de speculatieve economie heeft zijn grenzen. Zo verhoogt een centrale bank de rente vanzelf om de muntkoers niet te veel te laten zakken, waardoor het land zijn concurrentiepositie zou verliezen. Lenen wordt duurder en daarmee neemt de toename van de geldhoeveelheid af of daalt deze zelfs. Hiermee komt aan de hoogconjunctuur een einde. Ook in een situatie van deflatie (meer vraag naar geld dan naar andere goederen, met dalende prijzen tot gevolg), doen de kwalijke effecten van geldschepping zich voor. Het betreft de redistributie van welvaart en overinvesteringen, vooral in langetermijn projecten, omdat deze door lagere rentes Dit gebeurt ook als de prijzen per saldo erdoor niet stijgen.
Fractional-reserve banking is bij uitstek een fenomeen dat onder het bestel van wettelijke betaalmiddelen wordt gepraktiseerd. Er zit door het bankmonopolie feitelijk geen rem op de geldschepping. De Wet van Gresham zou op een vrije geldmarkt met een goudstandaard, het fiatgeld beperken of onmogelijk maken: concurrerende banken wisselen de bijgemaakte en daarmee overgewaardeerde biljetten bij de inflaterende bank in voor goud, die zo zijn monetaire basis kwijt raakt, waarop faillissement volgt. Zo werkt een goudstandaard op een vrije geldmarkt identiek aan die op een centraal geleide geldmarkt, waarbij landen geen ongedekt geld kunnen maken, omdat zij dan ook hun goudvoorraad kwijtraken.

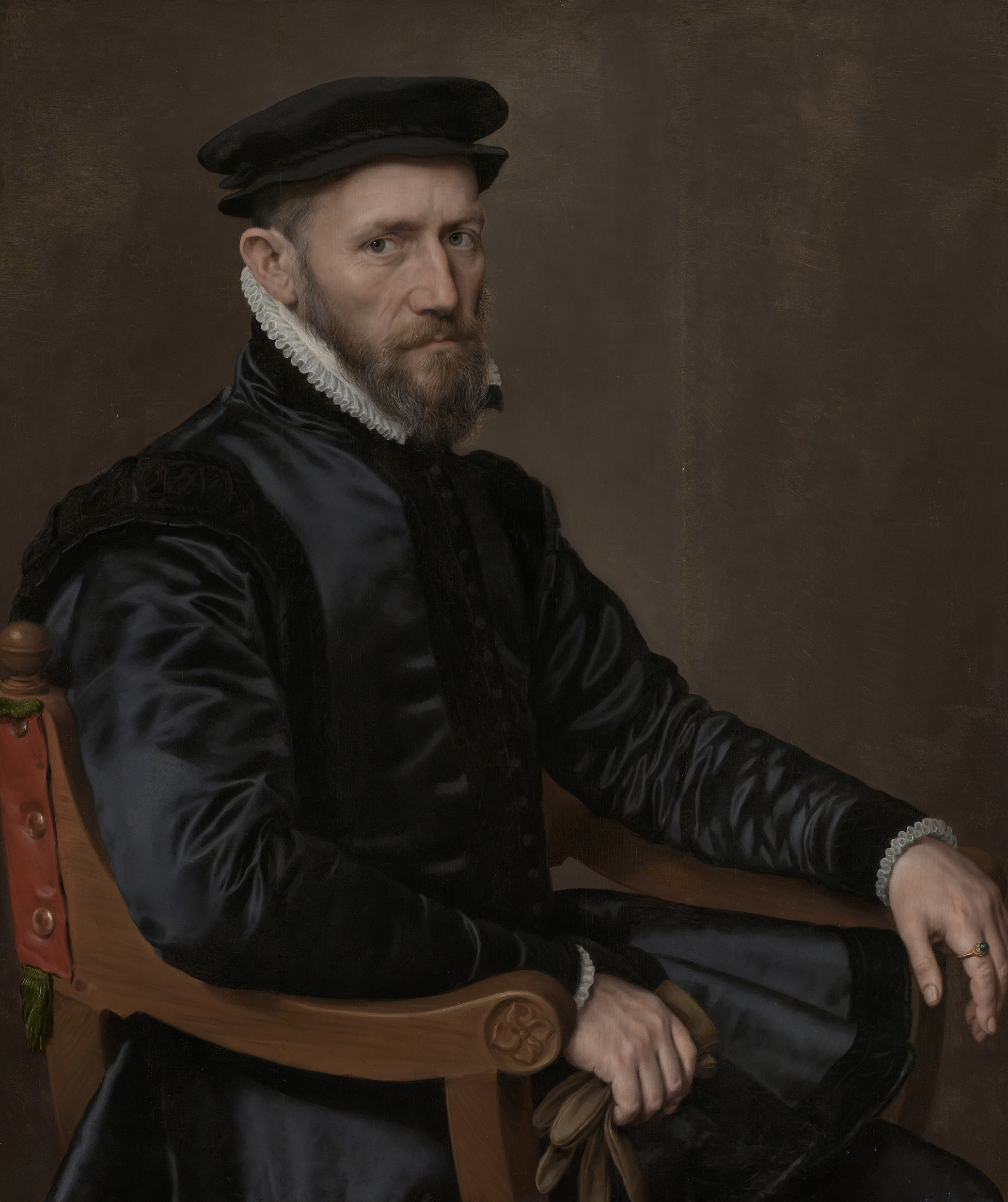
Portret van Thomas Gresham, door Anthonis Mor, gemaakt in 1554

Greshams wet voorkomt zo juist inflatie en alle verstorende effecten van dien. Fractional-reserve banking wordt als een vorm van fraude gezien, omdat banken het spaargeld van één rechtmatige eigenaar feitelijk aan meerdere mensen beloven of in elk geval aan eigenaar en bank zelf. De bank creëert namelijk meerdere claims op hetzelfde geld, meerdere eigendomsrechten op hetzelfde en onvergrote bezit. Beide worden echter wel "geld" genoemd. Dit heet ook wel "money out of thin air". Fractional-reserve banking leidt niet tot grotere welvaart, zoals nogal eens wordt gedacht: met geldschepping wordt alleen kunstmatige, niet-blijvende welvaart gecreëerd. Zowel de verplaatsing van welvaart als het gegeven dat armoede niet via de geldpers kan worden bestreden, maar alleen via productiviteit en besparingen, logenstraffen dit standpunt.

## Sociale en economische consequenties van inflatie
Inflatie bestaat dus uit twee processen: (1) vergroting van de geldhoeveelheid, met hogere prijzen en dalende koopkracht tot gevolg en (2) redistributie van welvaart richting de inflatiemakers en profiterenden. Hieruit komen twee sociale gevolgen voort: de bevoordeling van debiteuren boven crediteuren en de ongelijke stijging van de prijzen in grootte en snelheid. Deze effecten zijn ook precies wat de voorstanders van inflatie beogen. Het gaat hen niet om het eindresultaat (een bepaalde geldhoeveelheid), maar om het proces van inflatie zelf. Voor de dienst die geld levert is de geldhoeveelheid op zich namelijk niet relevant. Een grotere, vaste geldhoeveelheid betekent alleen een lagere koopkracht per munteenheid. Het onevenwichtige proces van inflatie houdt wél redistributie van goederen in en veroorzaakt schade. In het algemeen profiteren debiteuren van inflatie, omdat hun schulden relatief dalen en hebben crediteuren, die tegen oude waarde een product hebben geleverd, nadeel. Maar ook mensen met loon, pensioen of uitkering zijn crediteur; ondernemers, verzekeraars en uitkeringsinstanties zijn in die situatie de debiteuren.
Ondernemers die tegen nieuwe prijzen verkopen, maar nog tegen oude prijzen inkopen, hebben profijt, ten koste van hen bij wie het tegenovergesteld is of die een vast inkomen hebben. Deze winnaars realiseren extra grote winsten. Politieke lobbygroepen als aannemers, de defensie-industrie en aan de politiek gelieerde bedrijven en vakbonden, profiteren doorgaans, omdat zij het nieuwe geld direct van de overheid ontvangen, of zelf mogen bijmaken en uitlenen, zoals de banken. Hun inkomens stijgen sneller dan de prijstoename, ten koste van anderen. Inflationisten zullen pleiten voor voortzetting, omdat zij anders hun geprivilegieerde positie verliezen. De verliezers zijn de late ontvangers van het nieuwe geld; zij betalen hogere prijzen, maar hebben (nog) geen hoger inkomen ontvangen. Hieronder vallen ook gewone burgers in hun rol als crediteur.
Feitelijk is inflatie een continu proces van aanpassing van de samenleving aan het steeds stijgende aanbod van geld, waarbij een evenwicht tussen de verhouding geld en andere goederen nooit wordt bereikt. Bij een vaste geldhoeveelheid is zo'n evenwicht er op lange termijn wel. Zo worden consumptie en schulden maken bevorderd, ten koste van hard werken, spaarzaamheid en innovatieve investeringen die juist de goederenhoeveelheid en daarmee de welvaart duurzaam (niet op geldschepping gebaseerd) vergroten. Geldschepping vergroot de materiële welvaart van een land niet, maar herverdeelt deze slechts. Er is bij inflatie sprake van een rimpeleffect, volgens sommigen een verborgen belasting en herverdeling van welvaart.
Inflatie laat de prijzen stijgen en de koopkracht dalen. Als bij inflatie de prijzen per saldo nagenoeg gelijk blijven, doordat burgers meer sparen dan uitgeven -een grotere vraag naar geld dan naar goederen-, treedt dit negatieve effect ook op. Thans stijgen de prijzen in de VS en de eurozone, ondanks de massale geldschepping in het kader van “stimuleringsplannen”, nauwelijks of nemen zelfs licht af. Het nieuwe geld dat overheden en centrale banken in de economie pompen, wordt gespaard en gebruikt voor aflossing; dan wel is het saldo van nieuw geld en aflossing elders in de economie, ongeveer nul. Dit pleit niet per se ten gunste van geldschepping: een prijs is symptoom voor onderliggende verschijnselen en de negatieve werking van inflatie blijft bestaan. De prijzen blijven kunstmatig hoog ten opzichte van de werkelijke markttoestand. Bij door goud gedekt geld of bij een goed als ruilmiddel, treedt deze cyclus niet op: dan worden daadwerkelijke goederen tegen elkaar geruild. Een te groot aanbod en een dalende ruilwaarde daarvan betekent slechts dat het als ruilmiddel vanzelf wordt vervangen door iets anders. Het probleem bij aanbodtoename is er alleen bij fiatgeld waarbij iets voor niets wordt geruild. Bij gedekt geld vindt nog steeds uitwisseling van nuttige goederen plaats.
De hogere prijzen bewijzen het bestaan van non-productieve consumptie door gratis geld. Dit laat het kwalijke van inflatie zien. Economen en beleidsmakers kijken doorgaans alleen naar de stijgende prijzen en zo blijven genoemde verschijnselen als de bevoordeling van bepaalde groepen en achterblijvende economische groei door uitholling van de welvaart, onverklaard en onopgelost. Inflatie ontmoedigt namelijk productie: producenten houden minder investeringsmiddelen over doordat de koopkracht van spaargeld (basis van investeringen) wordt uitgehold. Inflatie is dus geen natuurverschijsel waartegen de mens machteloos strijdt, al lijken bankfunctionarissen dit wel zo voor te stellen. Prijscontroles en inflatiebeperking beogen de gevolgen van inflatie te bestrijden, maar negeren de oorzaak.
De prijzen stijgen niet allemaal tegelijkertijd, maar achter elkaar, in een golfbeweging; de volgorde is afhankelijk van wie het bijgemaakte geld als eerste ontvangt en uitgeeft. De eerste ontvangers van het nieuwe geld, profiteren ervan dat de prijzen niet even snel meestijgen met de geldhoeveelheid. Dit gegeven inzien, versterkt het begrip van de gevolgen van inflatie. Een gevolg van dit prijseffect is de aanpassing van de productie en allocatie als het nieuwe geld in bepaalde sectoren wordt uitgegeven, iets wat in economisch moeilijke tijden het herstel nog bemoeilijkt. Hele bedrijfstakken zijn afhankelijk van de geldgroei en verdwijnen bij het stoppen ervan, wanneer het vertrouwen in de munt (feitelijk de geldgroei) bij burgers, banken en bedrijven afbrokkelt. De huidige kredietcrisis en recessie zijn hiervan uiting; de ingestorte bouwwereld, autobranche en huizenmarkt zijn expliciete voorbeelden.
Nog een effect van inflatie is verstoring van economische calculatie: door de variabele stijgingen kunnen ondernemers moeilijk inschatten welke ontwikkelingen tijdelijk of permanent zijn en wat de werkelijke consumentenvraag en kosten zijn. Zo kosten nieuwe machines door de inflatie meer dan de bestaande en afschrijvingen zullen daarom structureel te laag zijn, met onder meer te hoge winstboeking als gevolg.

## Conjunctuurgolven door inflatie
Naast stijgende prijzen en welvaartsverplaatsing, heeft inflatie ook het effect dat mensen en bedrijven, die wel van het nieuwe geld profiteren, zich rijk denken. Maar feitelijk creëert inflatie slechts een kunstmatige boom (spreek uit: “boem”) in lonen en prijzen, ook wel conjunctuurgolf of -cyclus genoemd, die de koopkracht aantast en die op termijn altijd ten onder gaat. De vermeende zegeningen van geldschepping zijn slechts tijdelijk: na aanpassing van de lonen en prijzen, is de stimulerende werking ervan verdwenen. Een dekking als goud of zelfs inwisselbare papieren claims op goud, hebben deze uitwerking niet, omdat bij betaling met zulk geld, steeds een waardevol goed wordt uitgewisseld en investeringen zo niet speculatief zijn. Deze conjunctuurgolven zijn niet “inherent aan de economie” of aan de menselijke aard, maar komen altijd door geld- en kredietschepping. Dit staat haaks op duurzame welvaartsgroei door investeringen van spaargeld in kapitaalgoederen, die de goederenhoeveelheid vergroten, de prijzen doen dalen en daarmee de koopkracht (en dus de welvaart) laten stijgen. Zo’n golfbeweging of conjunctuurcyclus bevat globaal de volgende fasen:
- Kredietexpansie en andere vormen van inflatie, bestaande uit makkelijk te verkrijgen geld, geven de illusie dat de rijkdom in een land is toegenomen; voorheen onrendabel geachte ondernemingen komen nu wel van de grond;
- De vraag naar grondstoffen en arbeid neemt toe, lonen en prijzen stijgen, de boom is in gang gezet;
- Te hoge nominale lonen die vóór de kredietexpansie tot werkloosheid leidden, zijn nu wel mogelijk en werklozen kunnen aan de slag;
- De reële lonen dalen echter door de prijsstijgingen die bij deze inflatie horen en koopkrachtdaling is dus de prijs die wordt betaald voor deze “oplossing” van de werkloosheid;
- Vakbonden eisen meer loon om deze reële loondaling op te vangen en de daardoor dreigende nieuwe werkloosheid kan alleen via nog meer inflatie worden bestreden.

Looneisen boven marktniveau leiden niet tot "prijsinflatie", maar tot werkloosheid. Via de inflatiepolitiek worden deze gevolgen van de vakbondseisen dan weer bestreden, maar tegelijk raakt de economische stabiliteit aangetast en dalen de reële lonen door de geldschepping. Lonen en productie stijgen niet duurzaam door vakbondseisen, maar door meer en betere kapitaalgoederen en een beter geschoolde beroepsbevolking. Afgedwongen loonstijgingen, zonder economische grond, leiden tot werkloosheid of duurdere producten, tot minder verkopen voor een ondernemer en inkrimping of faillissement.

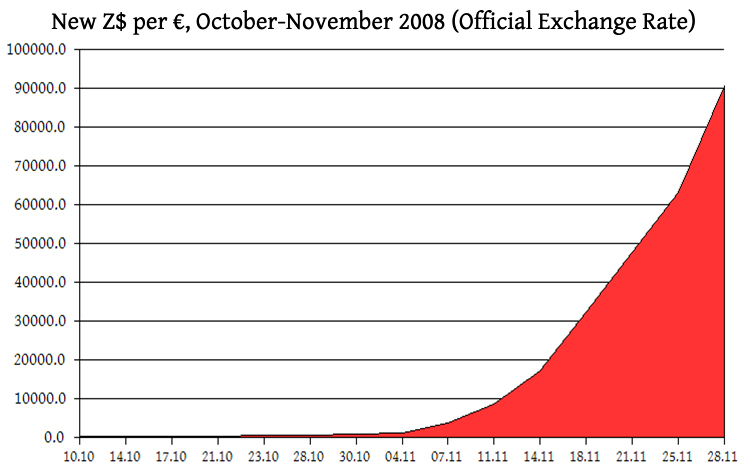
Hyperinflatie in Zimbabwe, 2008.

Inflatie kan echter niet onbegrensd doorgaan. De autoriteiten gaan beseffen dat de munt op weg is naar ineenstorting, wat wil zeggen dat de koopkracht tot het nulpunt daalt. De oplossing is dan de terugkeer naar een solide monetaire basis, door kredietschepping te ontmoedigen. Dit gebeurt via een of meer renteverhogingen. Sparen mensen weer meer of lenen ze minder, doordat de centrale banken de rente verhogen en krediet duurder wordt, dan daalt de consumptie en treedt de liquidatiefase van de conjunctuurcyclus in werking. Deze onvermijdelijke aanpassing brengt de overinvesteringen aan het licht die bij de kredietexpansie zijn gepleegd. Veel bedrijven, ontstaan en gegroeid op grond van (verwachte blijvende) geldgroei, krimpen in of gaan failliet. Deze situatie en de onzekerheid die ermee gepaard gaat, leiden weer tot meer besparingen bij het publiek en daarmee tot versterking van de correctie. Alleen al het verminderen van de geldgroei tast bedrijfstakken aan en stort de economie in een recessie, die eigenlijk een noodzakelijke correctie is op een kunstmatige economische situatie. De basis van zo’n crisis ligt bij de inflatie, niet bij de vermindering van de bestedingen. In het uiterste geval leidt inflatie tot de ineenstorting van de munt, zoals gebeurde met de Amerikaanse Continental currency in 1781, de Assignat in Frankrijk in 1796, de Duitse mark in 1923 en recent met de Zimbabwaanse dollar.
Weer actueel is de politiek van stimulering van de werkgelegenheid (een streven naar "volledige werkgelegenheid"). Deze banen zijn niet zelden improductief en verliesgevend; anders hadden bedrijven het werk wel ondernomen. Deze politiek van geldcreatie-voor-banen is bij uitstek en in versnellend tempo inflatoir. De geldhoeveelheid wordt vergroot, maar de productiviteit stijgt niet mee. Het nieuwe geld, uitgegeven aan en door werknemers in gecreëerde banen, verhoogt de vraag, zonder evenredige productiestijging.

## Misvattingen over inflatie
De Oostenrijkse School stelt dat er rondom inflatie veel spraakverwarring en een groot aantal dwalingen heersen. Die komen voort uit onbegrip en onkunde over het verschijnsel, dat zo mede in stand wordt gehouden. Enkele voorbeelden:
- Doorgaans onderscheidt men in de economische wetenschap twee soorten inflatie, waarmee dan prijsstijgingen worden bedoeld:

1. Kosteninflatie, waarbij producenten hun hogere (loon)kosten in de prijzen doorberekenen om hun winst op peil te houden;
2. Bestedingsinflatie, de stijgende vraag van klanten bij een toch al volledig bezette productiecapaciteit.

Maar beide soorten hebben een gemeenschappelijke oorzaak: de geldgroei. Bij kosteninflatie worden zowel looneisen die de gegroeide arbeidsproductiviteit overstijgen, als de vermeende exorbitante winsten van ondernemers als boosdoener aangewezen. Beide factoren zouden voor opwaartse druk op de prijzen zorgen, hoewel ondernemers niet altijd hun gestegen kosten kunnen doorberekenen en hun winsten juist onder druk komen te staan. Bij inflatie zijn de loonstijgingen altijd groter dan de groei van de arbeidsproductiviteit en ook stijgen dan de winkelprijzen. Wel zorgt arbeidswetgeving ervoor dat de loonkosten onder vakbondsdruk voortdurend stijgen, wat werkloosheid veroorzaakt en politieke druk voor nog meer inflatie omwille van meer werkgelegenheid. Kosteninflatie als beschrijving van politieke- en vakbondsdruk op werkgevers voor loonsverhogingen, zou correct kunnen zijn. Maar inflatie is noodzakelijk om de loon- en prijsstijgingen mogelijk te maken.
De OS oordeelt daarom dat beide soorten een gevolg zijn van inflatie (geldtoename) en dat bij de nadruk op deze gevolgen, die oorzaak over het hoofd wordt gezien. De tweedeling is aldus weer beschrijvend en niet verklarend. Bij een gelijkblijvende geldhoeveelheid, verkopen bedrijven met duurdere producten simpelweg minder, dan wel neemt de vraag naar andere producten af, waardoor de prijzen daarvan juist dalen. Klanten die bij fabrikant X méér besteden, kopen bij Y minder. Geld geeft men immers maar eenmaal uit en per saldo is er dan geen prijsstijging. Dit geldt ook voor geïmporteerde inflatie, waarbij producten in het land van herkomst duurder zijn geworden. Bij een geldtoename echter, kan men zowel bij X als bij Y meer besteden. Individueel kan dit door bijvoorbeeld een consumptief krediet of een hypotheek af te sluiten, die de geldhoeveelheid vergroten en meer bestedingsruimte geven. Dit leidt tot een significant grotere geldhoeveelheid en dito effectieve vraag, met hogere prijzen voor zowel fabrikanten als consumenten tot gevolg. De productie kan weliswaar stijgen door de grotere vraag, maar het nieuwe geld gaat hieraan vooraf en zo stijgen de prijzen. Hierdoor moeten bedrijven en individuen vaak juist weer meer lenen, met een spiraal tot gevolg. De ontwikkelingen op de huizenmarkt zijn hiervan een voorbeeld.
- De geldgroei moet in de pas lopen met de productiestijging. Hiermee zouden deflatie en een recessie moeten worden voorkomen. Deze gedachte is economisch onverdedigbaar. Goederen zijn door hun heterogeniteit niet op te tellen en telt men alle prijzen op, dan zit daar ook de geldgroei in verwerkt en is de productiegroei niet traceerbaar. Bovendien wijzigen goederenprijzen voortdurend, waardoor men geen exacte productiewijzigingen kan bepalen. Prijsdalingen bij een vaste geldhoeveelheid, komen door innovaties die tot kostendalingen leiden. De winstmarges (de verhouding tussen gemaakte kosten en opbrengsten), de drijfveer voor ondernemers, blijven op peil. Welvaart en werkgelegenheid hangen daar van af. En ook tijdens periodes van prijsdalingen kan de productie gewoon doorgaan, zonder recessie. De geldgroei zit de gunstige effecten van innovatie in de weg.[63]

De gedachte dat als de geldgroei achterblijft bij de goederenproductie, zoals bij een gouden standaard, de prijzen zullen dalen en dit zal leiden tot uitstel van aankopen, werkloosheid en een depressie, is onjuist. Weliswaar treden er doorgaans prijsdalingen op bij een vaste geldhoeveelheid als onder goud, maar die zijn een gevolg van dalende kosten door innovatie. Hierbij blijven de winsten echter voldoende voor voortzetting van het bedrijf. De vraag blijft op peil om het aanbod te blijven kopen, ook als de lonen meedalen. Ondernemers worden gedreven door relatieve winsten op de onderlinge prijsverhoudingen tussen de factorkosten, niet door absolute winstmarges (die "in stand" zouden moeten worden gehouden). Tussen 1925 en 1929 daalden de prijzen ook en toch was er geen recessie maar grote economische activiteit.
- Goederenschaarste veroorzaakt ook prijsstijgingen, maar staat los van een toename van de geldhoeveelheid en de gevolgen daarvan. Wel bewijst dit dat de prijzen in belangrijke mate worden bepaald door de verhouding geld-goederen. Algemene prijsstijgingen worden er echter zelden mee verklaard. Zelfs in het Duitsland van 1923 hielden officials en miljoenen burgers nog vol dat een goederentekort (en niet de absurde geldfabricage) de extreme prijsstijgingen van honderden miljarden procenten veroorzaakte.[65] De prijsstijgingen tussen 1939 en 1959 in de VS (113 procent voor de consument, 136 procent voor de handel), werden toegeschreven aan een goederentekort, terwijl de industriële productie er in die periode met 177 procent steeg. De geldgroei was echter 270 procent; de efficiëntere productie beperkte de prijstijgingen.[66] Actueel voorbeeld hiervan is de gedachte dat de Nederlandse huizenprijzen niet sterk zullen dalen door het 'fysieke woningtekort". Dit tekort kan echter deels een kunstmatig vraagoverschot zijn, door de relatief eenvoudige beschikbaarheid van geldscheppende hypotheken en kredieten, tot een veelvoud van de inkomens en de marktwaarde van woningen.
- Hogere rente door de centrale bank, om de kredietschepping te beperken, wordt als kostenpost gezien en zou daarmee inflatoir zijn.[67] De grootste prijsstijgingen worden echter veroorzaakt door de geldgroei. Rentestijgingen veranderen die situatie niet. Sterker, lagere rente betekent meer geldgroei en daarmee hogere prijzen dan een rentestijging teweegbrengt. Deze hogere rentekosten worden ook gewoon doorberekend en zouden bij een gelijke geldhoeveelheid tot lagere verkopen leiden, dan wel tot lagere prijzen elders als daar de verkopen dalen. Hogere rente verklaart op zich dus geen algemene prijsstijgingen, daarvoor is weer geldgroei nodig, net als bij loonstijgingen.
- Een lage inflatie kan geen kwaad. Hierbij wordt bijvoorbeeld twee procent inflatie (bedoeld worden dan prijsstijgingen, niet geldgroei) als acceptabel beschouwd, omdat dan de schade beperkt blijft. Maar ook dan is er nog steeds geen rechtvaardiging voor de geldschepping op zich gegeven.Ook leidt kleine, jaarlijkse inflatie op lange termijn nog steeds tot grote geldontwaarding. En als men slechts naar de CPI kijkt, ziet men eenvoudig de massale kredietschepping voor de aandelen- en huizenmarkt over het hoofd, die echter ook grote economische gevolgen heeft.

## Inflatie en werkloosheid
Inflatie wordt als middel gebruikt om de werkloosheid te bestrijden, vooral tijdens recessies. Het doel is de koopkracht en daarmee de vraag aan te jagen en zo de productie en de werkgelegenheid te vergroten, mogelijk tot volledige werkgelegenheid van de beroepsbevolking. De politieke zorg in crisistijd is grote en permanente werkloosheid, met het onuitgesproken gevaar van politieke instabiliteit, zoals het oprichten van eigen politieke partijen met een economisch programma, die de zittende bedreigen, of zelfs het ontstaan van maatschappelijke onrust en een revolutie. Economisch is dit streven echter onhaalbaar; niet volledige werkgelegenheid, maar volledige productie is een rationeel doel, met werkgelegenheid als middel. Volledige werkgelegenheid kan bestaan zonder volledige productie: slavernij en gevangenschap leveren voor iedereen werk, maar geen optimale productie, als dwangarbeiders voor improductief of onrendabel werk worden ingezet. Maar volledige productie heeft altijd volledige (dat wil zeggen: optimaal rendabele) werkgelegenheid als bijproduct.
Veel publieke investeringen in wegen, spoorwegen en bruggen zijn onrendabel en leiden tot economische schade elders in de samenleving. De productiviteit van deze door inflatie gecreëerde banen is dus dubieus. Feitelijk is steeds meer inflatie vereist om zulk werk overeind te houden. Meer productie daarentegen, betekent ook meer werk voor iedereen en geeft de hoogste garantie tegen werkloosheid. Het aan het werk zetten of houden van mensen door middel van inflatie, optimaliseert de productie niet, vernietigt elders productiviteit en kapitaal, drijft lonen en prijzen op en werkt daarom economisch averechts.
Werkloosheid komt door andere factoren dan een geldtekort: individuele oorzaken, lonen boven marktniveau, minimumloonwetgeving (die jongeren en ongeschoolden van de werkvloer houdt en werknemers de mogelijkheid ontneemt zich tegen een lager loon aan te bieden), het nog niet aangepast hebben van lonen en prijzen aan de veranderende economische realiteit (zoals het klappen van een inflatoire vraagbubbel) of ruime sociale voorzieningen. Hieruit volgt dat het stimuleren van de economie door geldschepping, niet werkt: dit brengt verdere economische disbalans met zich mee en houdt de scheve situatie op de arbeidsmarkt in stand.
In de huidige crisis stimuleren veel overheden via geldschepping de economie en de werkgelegenheid. De Oostenrijkse School is hier kritisch over: oorzaak en gevolg worden volgens haar andermaal omgedraaid of genegeerd. Uit de conjunctuurcyclus blijkt dat het boven marktniveau (arbeidsproductiviteit) plaatsen van de lonen tot werkloosheid leidt, die men dan met inflatie wil bestrijden. Inflatie maakt weliswaar de te hoge lonen mogelijk, maar alleen als zij continu doorgaat, met alle verwoestende effecten en een noodzakelijk einde van de cyclus van dien. Inflatie vormt zelf een cyclus: overheidsingrepen worden weer via inflatoire geldpolitiek bestreden, wat de cyclus juist versterkt. Op een volledig vrije arbeidsmarkt neigen de lonen naar een toestand van volledige werkgelegenheid voor de beroepsbevolking. Ze zijn dan namelijk in overeenstemming met de arbeidsproductiviteit van de werknemer. Onderbetaalde werknemers kunnen naar beter betalende werkgevers, overbetaalde werknemers zullen moeten inleveren, omdat zij verlies opleveren. De markt corrigeert snel en zorgt voor evenwicht. Het politieke streven naar volledige werkgelegenheid betekent volgens de Oostenrijkse School het bestrijden van het werkloosheidsprobleem met het middel dat het probleem zelf veroorzaakte: inflatie.
De "gunstige" effecten van inflatie op de economie en werkgelegenheid zijn maar tijdelijk. De kosten stijgen vanzelf mee met de hogere opbrengsten: vakbonden eisen hogere lonen, banken vragen rente-opslag en leveranciers berekenen hogere kosten door.

## Prikkel tot inflatie
Inflatie is een vorm van actieve politiek en beleid. Fiatgeld geeft overheden en banken de mogelijkheid, nagenoeg ongelimiteerd geld en kredieten te (laten) produceren, te lenen of uit te lenen. Geldschepping is bij uitstek politiek ingegeven en door de ermee samenhangende belangen van politici en bevoordeelde belangengroepen zo moeilijk te stoppen. Inflatie is eenvoudig te stoppen, maar politici willen dit niet, omdat ze anders hun uitgaven via impopulaire belastingen moeten bekostigen, wat niet zal lukken.
Belangengroepen leveren stemmen op en halen zo politici over tot inflatoire maatregelen. Er zijn dus simpelweg mensen die profiteren van inflatie en de vraag is niet hoe inflatie is te stoppen, maar of we het willen.

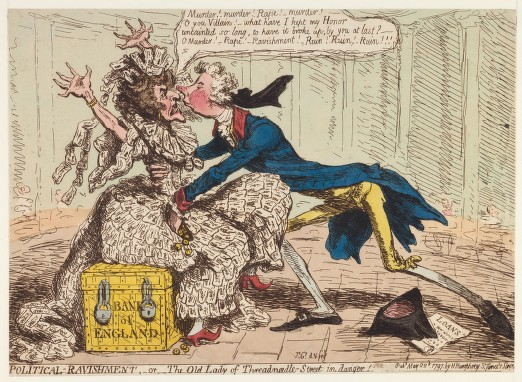
Spotprent van James Gillray uit 1797, getiteld Political Ravishment, or The Old Lady of Threadneedle-street in Danger! Afgebeeld is premier William Pitt de Jongere, wiens beslissing van 26 januari 1797 tot een tijdelijk verbod op uitbetaling in goud door de Bank of England, wordt aangevallen. In plaats van goud kwamen er bankbiljetten.

Bij uitputting van de hogere inkomens, door hun geringe aantal een makkelijke prooi in een democratie, kiezen overheden inflatie als indirecte belasting om aan hun grote financiële wensen te voldoen. De lagere-en middeninkomens bespaart men liever impopulaire en wél direct zichtbare belastingen. De grote publieke onwetendheid is noodzakelijk voor inflatiepolitiek. Zolang de bevolking de hogere prijzen toeschrijft aan ándere factoren dan geldgroei en een spoedig einde eraan verwacht, kan inflatie voortbestaan. De begripsverwarring over inflatie houdt haar dus mede in stand. Staatsleningen worden door de geldtoename eenvoudiger af te lossen, maar ook uit te breiden. Dit moedigt staatsschulden aan. Een staatslening die geheel op de kapitaalmarkt wordt gefinancierd en zo bestaand geld aantrekt, vormt geen inflatie. Oorlogen uit louter belastinggeld, zonder inflatie, veroorzaken een grotere overheidsvraag, maar een gelijke vraagvermindering bij de burgers. Deze situatie is identiek aan de -inflatieloze- prijswijzigingen bij een vaste geldhoeveelheid. Staatsleningen via geldschepping zijn wel een vorm van belasting: de bedragen voor rente en aflossing later via de belastingen worden geïnd. Ook de via inflatie gefinancierde oorlogen betekenen beperking van de consumptie aan andere zaken; de drogreden van de gebroken ruit gaat hierbij op: tegenover de zichtbare economische activiteit door inflatie of vernietiging in het algemeen, staat bedrijvigheid die buiten direct zicht verloren gaat.
Oorlogen worden meestal gefinancierd met bijgemaakt geld, zijn dan wel inflatoir en leiden tot verarming van de achterblijvers. Voorbeelden zijn de Napoleontische oorlogen van Groot-Brittannië, de Eerste en Tweede Wereldoorlog, de Koreaanse Oorlog en de Vietnamoorlog. Ook de Amerikaanse Burgeroorlog werd grotendeels gefinancierd met bijgemaakte dollars, die Greenbacks gingen heten, naast staatsleningen. Politici gingen in hun (drog)redeneringen tot het uiterste om de Legal Tender Act of 1862, waarin een en ander werd geregeld, erdoor te krijgen. De belastingopbrengsten waren ontoereikend voor een oorlog, in weerwil van de mogelijkheden die de overheid had. Politici waren echter tegen impopulaire belastingen. Ook Duitslands herstelbetalingen tijdens de Weimarrepubliek kwamen van de geldpers, wat tot de beruchte hyperinflatie en prijstijgingen leidde. Dit gold eveneens voor de Amerikaanse politiek van de Great Society in de jaren zestig.

## Rol van de centrale banken bij inflatie
De verantwoordelijkheid voor inflatie en de daaruit voortkomende prijstijgingen, ligt bij overheden, en bij de door hen ingestelde centrale banken met in hun kielzog de private banken. Binnen de eurozone zijn er de Europese Centrale Bank en de nationale centrale banken als De Nederlandsche bank, in de Verenigde Staten is er de Federal Reserve.

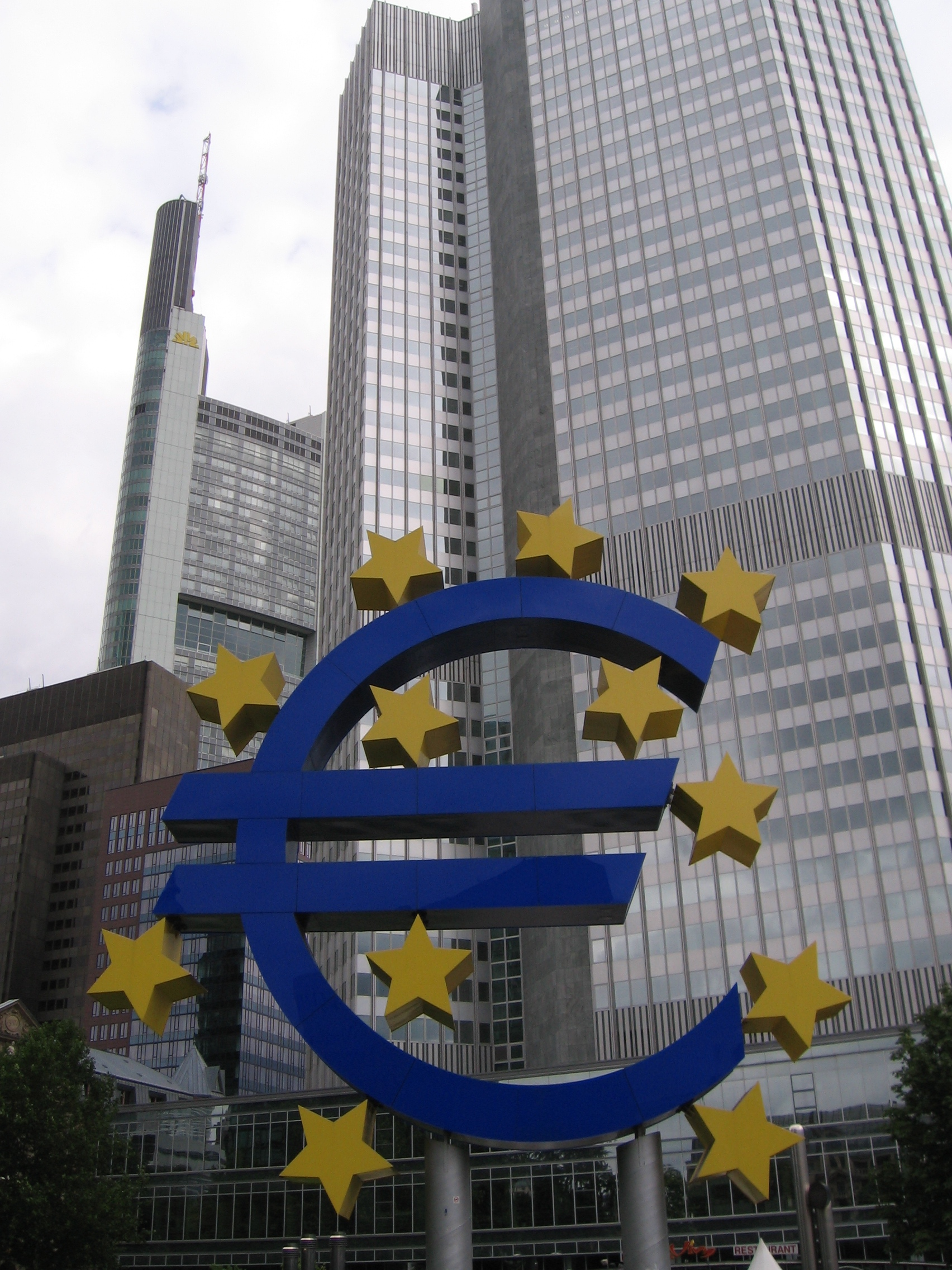
Europese Centrale Bank in Frankfurt.

Pogingen de Fed meer onder overheidstoezicht te plaatsen, stuitten vrij recent nog op weerstand. Aan deze instellingen is wettelijk de gelduitgifte toegekend en zij bepalen dus de geldhoeveelheid. De Grondwet zegt in art. 106: De wet regelt het geldstelsel. Hieraan wordt in de Muntwet uitvoering gegeven. Het EG-Verdrag bepaalt in art. 105: Het hoofddoel van het ESCB is het handhaven van prijsstabiliteit, en in art. 106: De ECB heeft het alleenrecht machtiging te geven tot de uitgifte van bankbiljetten binnen de Gemeenschap. Het Europees Stelsel van Centrale Banken (ESCB) bestaat uit de ECB en 27 nationale centrale banken. De Nederlandsche Bank heeft zitting in de Raad van Bestuur van de ECB. Alleen zijn biljetten zijn wettig betaalmiddel. Centrale banken hebben stabiele prijzen als doelstelling, Ook DNB heeft prijsstabiliteit als een van zijn drie hoofdtaken, waarbij prijsstijgingen van “net iets minder dan 2% per jaar“ acceptabel worden gevonden. Kritiek hierop vanuit de Oostenrijkse School luidt dat de centrale banken met het bestrijden van inflatie, feitelijk alleen de gevolgen willen tegengaan. Dat geldschepping door de centrale banken de prijsstijgingen maakt, wordt door hen niet verteld.
De centrale banken lijken niet altijd even helder over inflatie of omzeilen de rol van hun geldschepping als oorzaak van prijsstijgingen. Op de website van DNB staat bijvoorbeeld:
Snel stijgende prijzen leiden tot uitholling van de koopkracht. Mensen zullen hogere lonen eisen. Bedrijven zullen deze hogere lonen op hun beurt doorberekenen in de prijs van hun producten. Dit leidt tot een spiraal waarin lonen en prijzen elkaar opdrijven en waarbij ook de rente zal stijgen. In een klimaat waarin alle goederen en diensten sterk in prijs stijgen hebben consumenten en bedrijven geen houvast om verantwoorde economische beslissingen te nemen. Prijsstabiliteit biedt consumenten en investeerders zekerheid en vertrouwen. Dit draagt bij aan een duurzame economische groei. Het beleid van de Europese Centrale Bank (ECB) richt zich daarom op het handhaven van prijsstabiliteit.
Zoals DNB het schetst is inflatie wat koopkracht betreft een non-probleem. Met stijgende prijzen én lonen blijft die namelijk op peil. Ook de loon-prijsspiraal is echter een symptoom; DNB verklaart niet waardoor de prijzen stijgen en werknemers hogere lonen vragen. Maar het voorbeeld met de bakker en de valsemunter laat het échte probleem van geldschepping zien: uitholling van de welvaart doordat goederen zich van productieven naar niet-productieven verplaatsen. Hogere prijzen zijn de uiting van deze misallocatie. Het reële inkomen daalt door de grotere geldhoeveelheid, die non-productieve consumptie stimuleert. Hogere prijzen zijn hiervan alleen het symptoom, een bewijs dat dalende koopkracht heeft plaatsgevonden. DNB, overige nationale centrale banken, ECB en Fed veroorzaken met hun geldschepping deze misallocatie en willen slechts het symptoom, hogere prijzen, beteugelen. Zij omzeilen hun rol als geldscheppers en presenteren zich als bewaarder van het publieke vertrouwen. Von Mises noemt dit een klassiek geval van een dief die "Houd de dief!" roept. Het is een tactische zet om luidkeels roepen en naar anderen te wijzen. Uiteindelijk als de prijzen te sterk stijgen zal een centrale bank wel de rentetarieven verhogen om zodoende de geldcreatie te ontmoedigen.

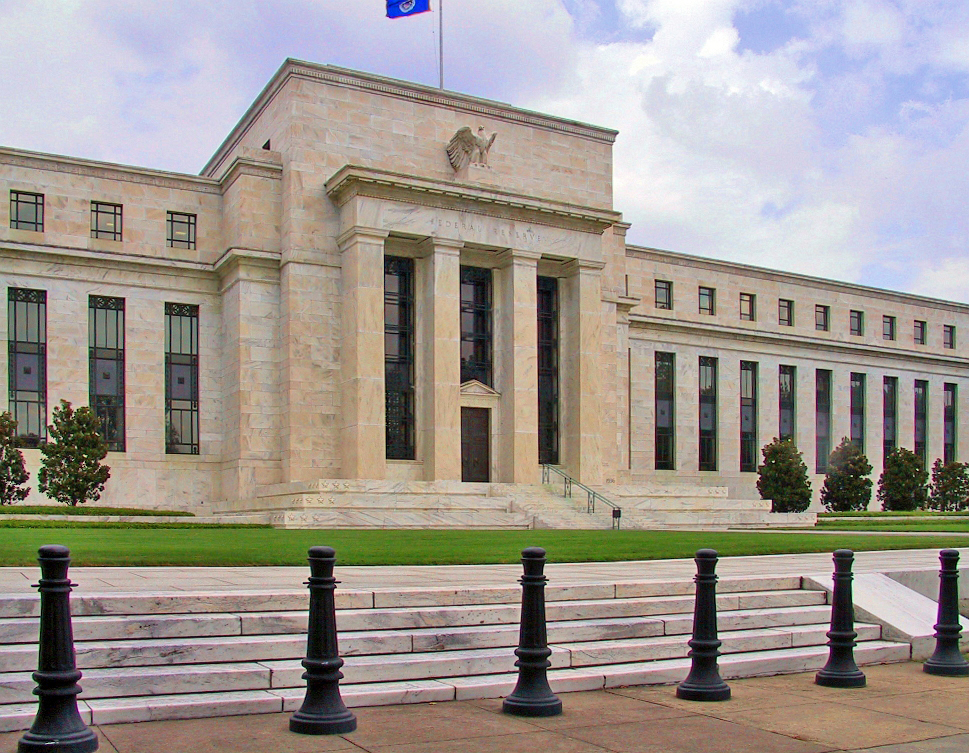
De Federal Reserve System heeft zijn hoofdkantoor in het Eccles gebouw op Constitution Avenue in Washington D.C..

Het "stabiliseren van het prijspeil" via inflatie, feitelijk het voorkomen van prijsdalingen door innovaties, hindert de vooruitgang: de natuurlijke tendens tot productiestijging en dalende prijzen wordt doorbroken.
Meerdere auteurs zijn de tegenstrijdigheden bij officials opgevallen. Spindoctors verdoezelen de inflatiecijfers nogal eens door onwelgevallige prijstijgingen op de omstandigheden of loonstijgingen te schuiven en "te sterk" stijgende goederen (ten onrechte) uit de indexcijfers weg te nemen. Frank Shostak noemt een reeks uitspraken en waarschuwingen van de Fed, die de invloed op de geldhoeveelheid en daarmee de prijsvorming miskennen, alsook de schuld bij inflatieverwachtingen van het publiek legt. Inflatie wordt gezien als een soort natuurfenomeen. De Fed heeft als doortastende "inflatiebestrijder" de taak het gevaar te bezweren en publieke vertrouwen in de dollar te herwinnen en te handhaven. Dit zelfbeeld en de kijk op inflatie, zijn onjuist. Centrale banken maken inflatie en hebben dus juist het wapen in handen om inflatie en prijsstijgingen te stoppen en te voorkomen: het stilzetten van de geldpers. Een probleem hierbij is dat politici belang hebben bij de economische boom en zij gokken erop dat de onvermijdelijke bust (neergang) plaatsheeft als de volgende partij aan de macht is.

## De CPI als "inflatiemeter"
Kritiek op de prijsindex
Prijsveranderingen, in het bijzonder stijgingen (in dat verband doorgaans "inflatie" genoemd), meet men met de consumentenprijsindex (CPI). Hierop bestaat echter de nodige kritiek, mede doordat onbegrip over het fenomeen inflatie zelf wordt gevoed en in stand gehouden. De inflatie neemt niet toe doordat de prijzen stijgen, maar andersom: hogere prijzen komen door de inflatie. Enkele kritiekpunten zijn:
- Feitelijk meet de CPI alleen de prijsveranderingen en niet de veranderende geldhoeveelheid, de echte oorzaak van prijswijzigingen. Zo blijft ook het onjuiste idee van kosteninflatie overeind.
- Het "gewogen mandje goederen voor een gemiddeld huishouden" is deels een slag in de lucht;
- De CPI is een statistisch product, geen economische factor.
- Een verkeerd gebruik van de CPI houdt misverstanden overeind, bijvoorbeeld dat "hoge grondstofprijzen de inflatie aanwakkeren", terwijl feitelijk juist andersom de inflatie (geldgroei) de grondstoffen duurder maakt en daarmee ook alle producten die daarmee worden gemaakt.
- Doordat men sommige productprijzen "sneller ziet stijgen dan de inflatie", worden prijscontroles ingevoerd, alsof er illegale praktijken plaatsvinden. In werkelijkheid stijgen die prijzen zo snel door de specifiek vergrote vraag ernaar bij een stijgende geldhoeveelheid.

Ook de betrouwbaarheid van de door de overheid geleverde "inflatiecijfers" (de CPI-getallen) staat voor sommige auteurs ter discussie. Gekozen overheidsfunctionarissen hebben belang bij het presenteren van lage inflatiecijfers als zijnde een economisch succes. Ook is er belang bij lage inflatiecijfers om daarmee de verschuiving naar hogere belastingschalen als gevolg van inkomensstijging door inflatie, te verdoezelen. Verder kunnen overheden hun aan de inflatie aangepaste uitgaven voor bepaalde groeperingen in de hand houden door verlaagde cijfers te publiceren. Hiertoe kunnen zij producten uit het "goederenmandje" schrappen die bovengemiddeld snel duurder worden.
Cijfers over de economische groei kunnen in gunstige zin worden bevorderd via ingrepen in de meegewogen goederen. Men neemt producten weg die het sterkst in prijs zijn gestegen en laat de producten staan die relatief weinig duurder zijn geworden, maar wel sterke productiegroei hebben laten zien.
Verder is er de kritiek dat het optellen van prijsverhoudingen om aan een gemiddelde te komen, bijvoorbeeld één euro per brood en 50 cent voor een liter melk, betekenisloos en ongeschikt als indicator is. Deze betekenisloosheid geldt niet alleen de CPI, maar ook het cijfer voor de economische groei.
Ten slotte is de CPI slechts relevant in de huidige situatie van geldgroei. Bij een vaste geldhoeveelheid onder een goudstandaard, zouden prijzen niet algemeen stijgen: tegenover een prijsstijging van een product, staat dan altijd een daling van een ander. Een CPI zou dan altijd op nul uitkomen en daarmee irrelevant zijn.
Gevaar van stabiele-prijsbeleid

De focus bij stabiele prijzen leggen, leidt de aandacht af van de oorzaak van prijsstijgingen: de groeiende geldhoeveelheid. Dit kan fatale gevolgen hebben. In de jaren 20 voerde de Fed een beleid van stabiele prijzen, ingegeven vanuit de toenmalige economische wetenschap. Door het succes van deze politiek dachten economen dat er geen inflatiedreiging was en werden zij overvallen door de Grote Depressie. De prijsstabiliteit van de jaren 20 was echter het resultaat van geldgroei, gecompenseerd door gestegen arbeidsproductiviteit, die kosten verminderde en de goederenhoeveelheid vergrootte. Deze situatie verdoezelde echter de conjunctuurcyclus, die door de geldgroei in werking was getreden. Ook de aandelen- en huizenboom waren hier weergave van. De totale geldhoeveelheid in de Verenigde Staten steeg van 45,30 miljard dollar op 30 juni 1921, naar 73,26 miljard op 30 juni 1929. Dat is een toename van ruim 61 procent in acht jaar tijd.
Diverse indexcijfers uit die periode, laten de uiteenlopende ontwikkelingen zien.
- De groothandelsindex (Bureau of Labor Statistics Index of Wholesale Prices) stond in juni 1921 op 93.4 (met 100 = 1926), op 104.5 in november 1925 en op 95.2 in juni 1929. Tot eind 1925 steeg deze index dus enigszins en daarna daalde zij weer.
- Dit gold ook voor de consumentenprijsindex (The National Industrial Conference Board (NICB) consumer price index). Deze steeg van 102.3 (1923 = 100) in 1921 tot 104.3 in 1926, en viel toen terug tot 100.1 in 1929. Eerst dus een kleine daling van 1921 tot 1923, daarna een stijging van enkele procenten en vervolgens weer een daling.
- Nog een consumentenprijsindex (de Bureau of Labor Statistics (BLS) consumer good index) viel terug van 127.7 (1935-1939 = 100) in 1921 to 122.5 in 1929.
- Een algemeen prijsindexcijfer (de Snyder Index of the General Price Level) dat alle soorten prijzen bevatte (vastgoed, huren, lonen en groothandelsprijzen), steeg echter aanzienlijk in die tijd. Met 1913 = 100, steeg het getal van 158 in 1922 tot 179 in 1929; een stijging van 13 procent. Stabiliteit werd daarom vooral in de consumenten- en groothandelsprijzen bereikt, precies waar de aandacht van de meeste economen naar uit ging.[98]

Dat er toch een conjuncturele boom aan de gang was, bleek uit de sterk gestegen productie in de kapitaalgoederenindustrie (+ 160 procent, de consumentengoederen slechts + 60 procent), de sterk opgedreven lonen aldaar en de verviervoudiging van de aandelenprijzen. De Grote Depressie wordt wel gezien als de uitkomst van een groot, georganiseerd "stabiliseringsexperiment" dat in 1911 begon onder de hoede van Irving Fisher en waar vele internationale politici, economen en bankiers aan meewerkten.

## Stoppen van inflatie
Falende methodes
Doordat men tegenwoordig inflatie abusievelijk "prijsstijgingen" noemt, zijn de voorgestelde remedies ertegen evenzeer ineffectief.

- Meer goederen produceren is zinloos als wapen tegen prijsstijgingen, als de geldhoeveelheid relatief meer blijft toenemen dan de productie.

- Prijsbeheersing faalt zolang de geldgroei doorgaat: mensen houden dan geld over en besteden dit aan andere producten, waarvan dan de prijzen stijgen. Selectieve prijsbeheersing van enkele producten, ook van eerste levensbehoeften, ontmoedigt ondernemers en creëert schaarste hieraan. Algemene prijsbeheersing is onhoudbaar wegens de complexe onderlinge verhoudingen tussen goederenprijzen en de voortdurend wijzigende economische omstandigheden, ook los van inflatie. Daarnaast zijn beleidsmakers al even feilbaar als marktpartijen. Bovenal leidt prijsbeheersing de aandacht af van de oorzaak van prijsstijgingen: de toename van de hoeveelheid geld en kredieten.
Werkende methodes
Genezing bestaat uit het aanpakken van de ziekte, niet uit het bestrijden van de symptomen. Het stoppen met geldschepping is daarom volgens de Oostenrijkse School de enige remedie. Hiertoe moeten diverse verantwoordelijke partijen hun gedrag veranderen.
- Overheden moeten hun eindeloze bestedingsdrift, die bovendien het economisch verkeer verstoort, beheersen en hun begrotingen sluitend maken.
- Zij moeten ook stoppen het banksysteem te gebruiken voor hun financieringsmiddelen.
- Dit geldt ook voor de kwantitatieve versoepeling, waarbij centrale banken staatsleningen opkopen en zo de geldhoeveelheid verruimen.
- Centrale banken als de Fed en de ECB, moeten stoppen met de makkelijke kredietverstrekking via rentes beneden marktniveau. Het leentarief voor banken bij de centrale bank, zou een strafrente moeten zijn, die hoger ligt dan de marktrente op commerciële leningen aan het publiek.
- Verhoging van de verplichte kasreserves voor (centrale) banken.
- Terugkeer naar de gouden standaard stopt inflatie, omdat die een automatische rem op geld- en kredietschepping zet.[103] Daarom is hij volgens diverse economen dan ook afgeschaft. Goud staat echter niet op zichzelf, maar is een onderdeel van een gezond financieel systeem. Onder meer het respecteren van eigendom door overheden, matiging met overheidsuitgaven en een sluitende staatsbegroting, zijn vereist om herinvoering van de goudstandaard te laten slagen.[104]

## Gouden standaard
Goud beperkt de geldschepping tot de doorgaans beperkte toename in goud zelf, zolang beleidsmakers zich aan de goudstandaard houden. Vergroot men de geldhoeveelheid dan toch ongedekt, dan daalt de muntwaarde. De binnenlandse prijzen stijgen, import wordt bevorderd en export ontmoedigd. De handelsbalans van het land wordt negatief. Goud stroomt het land uit, doordat het buitenland zich niet meer in de dalende munt, maar in goud laat uitbetalen. Het inflaterende land moet voor een terugkeer naar de vroegere, betere situatie een rem zetten op de geldschepping en de rente verhogen. Hierbij geldt dat een afgenomen goudvoorraad de kredietschepping al kan beperken. Het geldscheppende land verhoogt de rente, de kredieten nemen af (lenen wordt duurder) en goud stroomt weer binnen vanuit het buitenland, door de hogere rentevergoeding. De gouden standaard reguleert het menselijk handelen automatisch.
Maar deze ontwikkelingen worden feitelijk al in de kiem gesmoord, zodra buitenlandse banken en handelspartners inflatie vermoeden en de munt afwaarderen tot onder zijn goudgewicht. Ondeugdelijk monetair beleid, of zelfs voornemens daartoe, leiden direct tot een corrigerend of anticiperend effect. Goud heeft als voordelen onder meer dat wisselkoersen (alle in goudgewicht) vastliggen, omwisseling eenvoudig is, het vertrouwen erin groot is en dat grondstoffenprijzen direct uniform zijn.
De gouden standaard maakt monetair beleid overbodig en zwak beleid krijgt dus ook geen kans. Fiatgeld vergt bureaucratie, terwijl goud een onderdeel is van een vrije economie, van het respecteren van eigendommen en van verantwoorde overheidsuitgaven. Terugkeer naar de goudstandaard met een correcte koers in verhouding tot de geldhoeveelheid, zou kunnen worden bewerkstelligd via een vrije markt in goud. Zo kunnen vraag en aanbod, de enige maatstaf voor prijzen, hun werk doen. Hiermee wordt omzeild dat een arbitraire goudkoers of een onderwaardering van goud (een overwaardering voor papiergeld) plaatsvindt. Zo worden fouten uit het verleden voorkomen.
Goud veroorzaakt evenmin werkloosheid, door een vermeend "geldtekort" of "monetaire rigiditeit" die ermee gepaard zouden gaan. Aan ieder economisch goed is sowieso per definitie een tekort, daarom wordt er ook voor betaald; geld is hierop geen uitzondering. Een vrije arbeidsmarkt zorgt voor passende lonen en daarmee voor optimale werkgelegenheid en productie (zie de paragraaf Inflatie en werkloosheid). Geldschepping is daarvoor overbodig. Loonstijgingen zijn alleen houdbaar door hogere marginale arbeidsproductiviteit als resultaat van scholing, training en ervaring. Die vergroten de welvaart duurzaam. Volledige werkgelegenheid wordt bij een vaste geldhoeveelheid en een vrije loonvorming, automatisch bereikt. Het actieve streven ernaar via beleid, met een beroep op Keynes, bereikt in theorie hetzelfde, maar heeft bijwerkingen. De reële lonen dalen als geldschepping plaatsheeft, vergelijkbaar met de loondalingen bij werkloosheid onder goud. Werknemers hebben dus geen voordeel bij zulk actief werkgelegenheidsbeleid. Geldschepping verstoort bovendien het hele economische systeem, een bijwerking die onder goud ontbreekt.
De prikkel tot stoppen met de geldgroei ontbreekt echter door allerhande belangen. Henry Hazlitt stelt dat het niet de vraag is hoe we inflatie kunnen stoppen, maar of we het willen. Inflatie via het fiatgeld, na het loslaten van de goudstandaard, is een doelbewuste geldpolitiek. De stijgende staatsschuld kan vaak niet meer via de kapitaalmarkt worden gefinancierd, maar wel "via de geldpers", het zogeheten monetariseren van de staatsschuld. Voor de politiek is inflatie van het eigen geldsysteem uiterst lucratief: er worden stemmen en steun bij de bevolking en lobbygroepen mee gekocht. Inflatie schept alleen maar meer inflatie. De huidige ineenstorting van de met fiatgeld opgebouwde productie en consumptie, wordt onder invloed van publiek en politiek, met nog meer nieuw bijgemaakt geld ondervangen. Hierdoor worden politici en bankiers andermaal als redders van het systeem gezien, hoewel de verantwoordelijkheid voor de huidige situatie bij hen ligt. Uiteindelijk zijn ook het "stimuleren van de economie" en het uitkopen van failliete banken en bedrijven door overheden en centrale banken geen permanente oplossing: een inflatoir geldsysteem is op lange termijn nooit levensvatbaar.

## Gouden standaard enfree banking
Men kan twee soorten gouden standaard onderscheiden.

1. Een constitutionele gouden standaard, in handen van een centrale bank of een ministerie, met het goud in overheidskluizen, dat als basis dient voor de wettelijke betalingsmiddelen. Hier bestaat het risico dat onder omstandigheden de inwisselbaarheid van geld in goud wordt opgeheven, doordat overheden, desnoods via de rechter, daartoe de mogelijkheid hebben.

2. Een vrije gouden standaard, in een vrij marktstelsel van private banken zonder centrale banken (Free banking, "vrij bankieren") die in goud gedefinieerd en inwisselbaar geld uitgeven. Onder vrij bankieren wordt ook verstaan vrije toetreding tot de bankenmarkt, uitgifte van geld, het ontbreken van wettelijke betalingsmiddelen en reserve-verplichtingen.
Onder wetgeving die verplicht tot nakoming van contractuele verplichtingen, zal de gouden standaard zo het beste gehandhaafd blijven. Ten eerste moet een bank het vertrouwen van huidige en potentiële klanten winnen en behouden; geld dat zijn waarde behoudt is daarvoor een uitnemende voorwaarde. Ten tweede kunnen banken en klanten elkaars biljetten omwisselen, zodat een ongedekt geldscheppende bank haar goudvoorraad kwijtraakt. Geldschepping is dan alleen mogelijk via uitbreiding van de goudvoorraad en als er klanten zijn die dat geld vrijwillig accepteren. Goud en free banking zijn complementair aan elkaar. Thomas Tookes dictum Free trade in banking is tantamount to free trade in swindling ("Vrij bankieren staat gelijk aan vrije handel in bedrog") is dus onjuist.